# فوچی هوندا
فوچ هوندا (ژاپنی: 本田 風智؛ زادهٔ ۱۰ مهٔ ۲۰۰۱) یک بازیکن فوتبال اهل ژاپن است.
از باشگاه‌هایی که در آن بازی کرده‌است می‌توان به باشگاه فوتبال ساگان توسو اشاره کرد.